# Neolaparus alcippe
Neolaparus alcippe är en tvåvingeart som först beskrevs av Walker 1849.  Neolaparus alcippe ingår i släktet Neolaparus och familjen rovflugor. Inga underarter finns listade i Catalogue of Life.